# Merlet rogenc
El merlet rogenc (Pyrgus cirsii) és una espècie de lepidòpter papilionoïdeu de la família dels hespèrids (Hesperiidae) present als Països Catalans.

## Taxonomia
Alguns autors consideren que Pyrgus cirsii és una subespècie de P. carlinae.

## Distribució
Present en zones muntanyoses del centre i sud-oest d'Europa, incloent-hi la península Ibèrica, gran part de França, a excepció de l'extrem nord i l'oest, oest de Suïssa als cantons de Vaud, Valais i Jura, sud d'Alemanya, on hi és rar, i, possiblement, el nord-oest de la península Itàlica. Antigament també es trobava a Àustria i a l'oest d'Hongria, però s'hi ha extingit. A la península Ibèrica es troba sobretot al nord i nord-est, en diverses serralades com els Pirineus, la Serralada Cantàbrica i el Sistema Ibèric. Per contra, al centre i sud és molt més escassa, amb presència a les províncies d'Albacete i Granada. A Catalunya es troba de forma local als Pirineus, Prepirineus, Serralada Transversal, Montseny, Sant Llorenç del Munt i Muntanyes de Prades, mentre que dels de Ports de Tortosa-Beseit no se'n tenen dades recents.

## Descripció
Envergadura alar d'entre 22 i 26 mm. Lleuger dimorfisme sexual en presentar el mascle un plec costal a l'ala anterior i un pinzell de pèls a la tíbia de la pota posterior. Anvers de l'ala anterior amb el fons bru fosc i diverses petites taques blanques, sobretot a la meitat exterior, entre les quals en destaquen una de quadrangular o en forma de "E" al mig de la cel·la i tres de situades a la part inferior externa (espai E1b) formant una "S" en no estar alineades. Anvers de l'ala posterior també de color bru fosc, però amb diverses taques engroguides en comparació amb les de l'ala anterior i de forma triangular les més properes al marge. Ambdues ales tenen les fímbries escaquejades. Revers de l'ala anterior similar a l'anvers, però més clara. Revers de l'ala posterior amb el fons i una banda prop del marge vermellosos, característics de l'espècie i que permet distingir-la de la majoria de membres del gènere Pyrgus.

## Hàbitat
Llocs oberts i assolellats en terrenys calcaris, com ara clarianes o prats secs amb presència de roques i arbres o arbustos dispersos que les protegeixin del vent. Rang altitudinal des dels 300 m fins als 2500 m. L'eruga s'alimenta de diverses rosàcies del gènere Potentilla, sobretot P. hirta i P. neumanniana, mentre que a la península Ibèrica també s'ha registrat P. cinerea i P. reptans.

## Període de vol i hibernació
Vola en una generació entre finals de juliol i mitjans de setembre. Hiverna com a eruga a l'interior de l'ou.

## Comportament i particularitats biològiques
Els mascles són territorials. Les femelles ponen els ous de forma individual a les fulles seques de les seves plantes nutrícies o en substrats situats a prop. Les erugues es construeixen un refugi a partir de les fulles de les seves plantes nutrícies.

## Espècies ibèriques similars
- Merlet major (Pyrgus alveus)
- Merlet boreal (Pyrgus andromedae)
- Merlet ruderal (Pyrgus armoricanus)
- Merlet major bessó (Pyrgus bellieri)
- Merlet alpí (Pyrgus cacaliae)
- Merlet reial (Pyrgus carthami)
- Pyrgus cinarae
- Merlet comú (Pyrgus malvoides)
- Merlet dels erms (Pyrgus onopordi)
- Merlet olivaci (Pyrgus serratulae)
- Pyrgus sidae

## Galeria

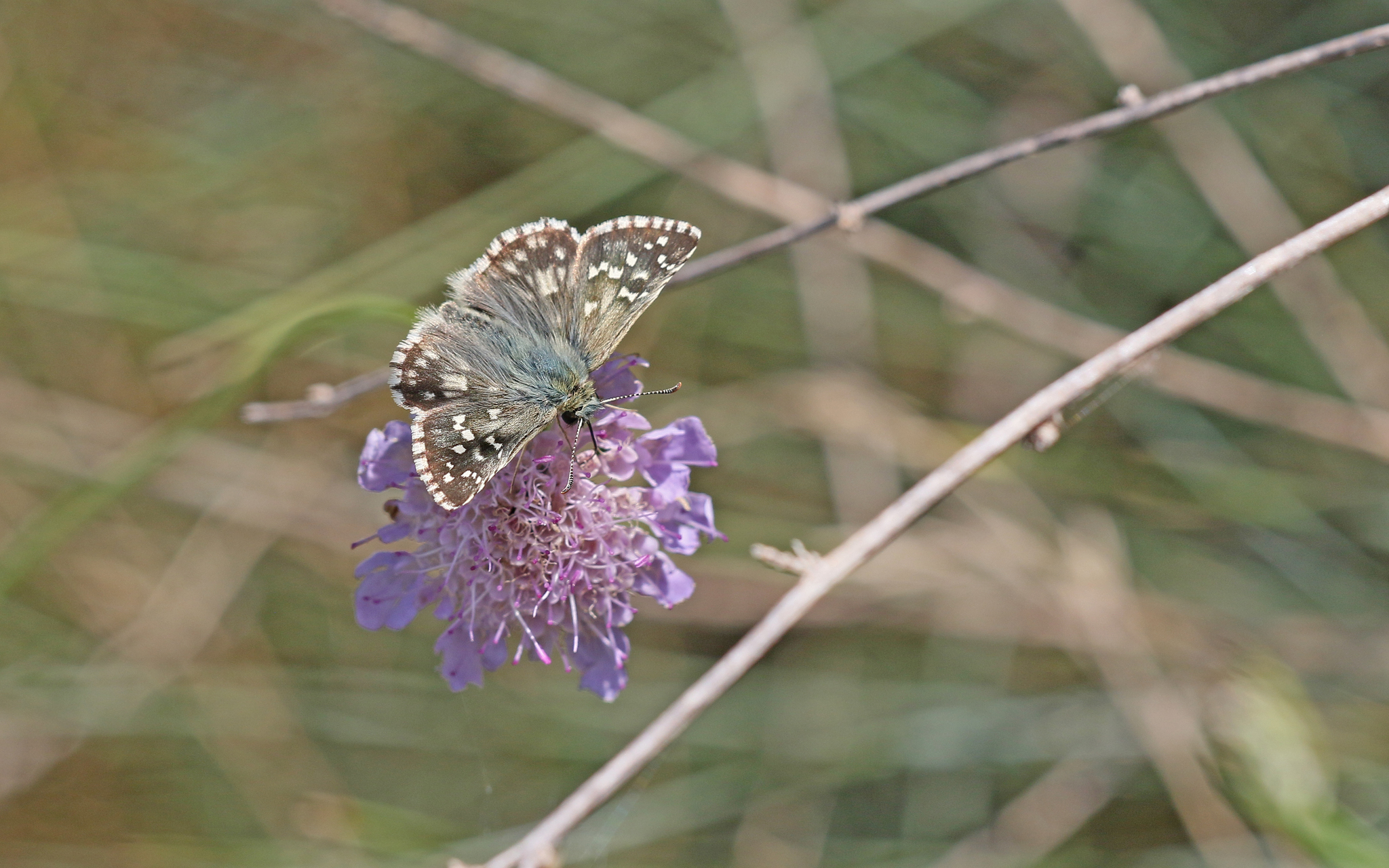
Anvers d'un adult
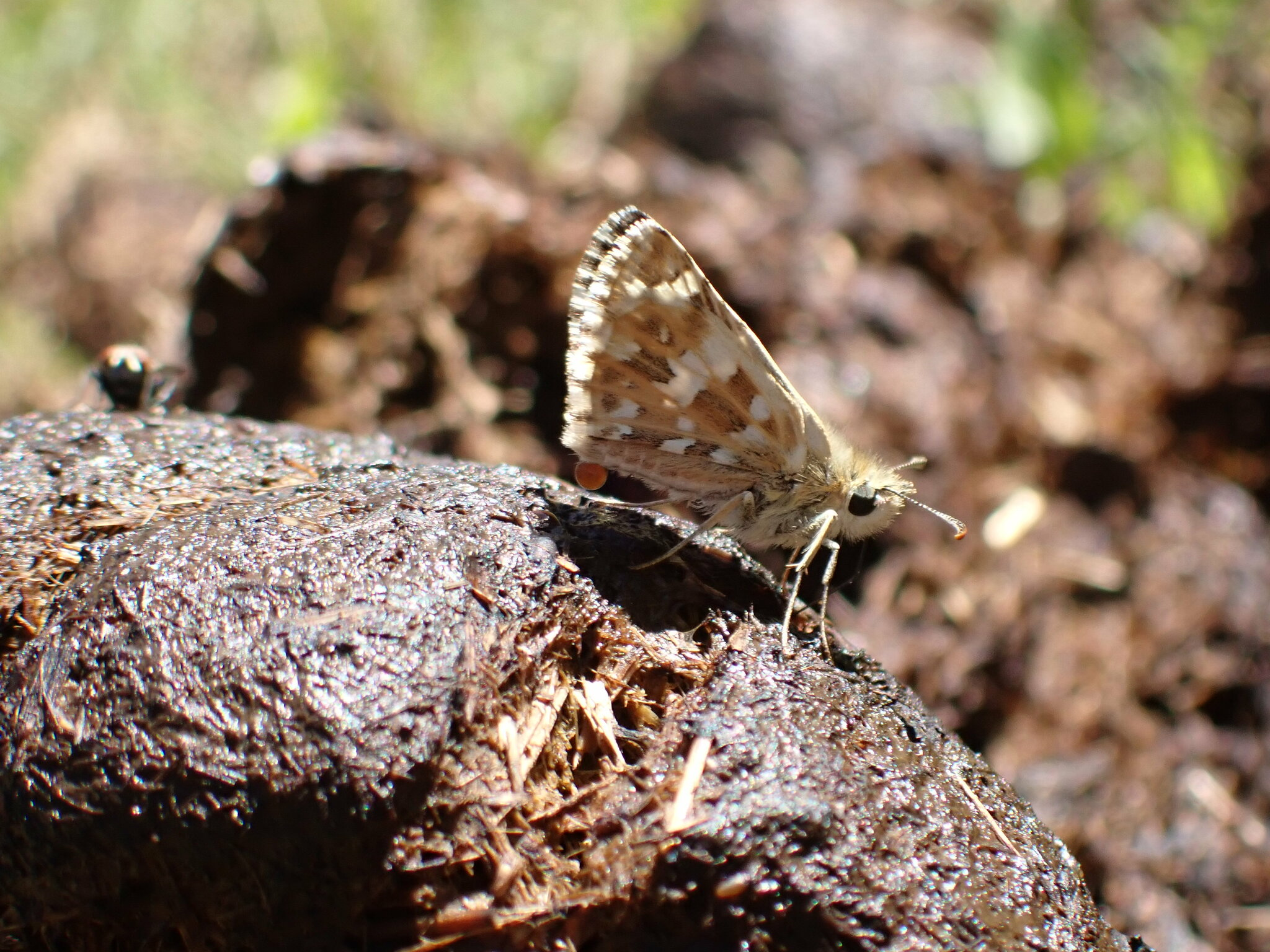
Revers d'un adult